# Akvaponi
Akvaponi (engelsk aquaponics tit set brugt på dansk) er et vedvarende madproduktionssystem, som kombinerer en traditionel akvakultur (opdrætte vanddyr såsom fisk (f.eks. tilapia), krebsdyr eller ferskvandsrejer i vandbeholdere) med hydrokultur (kultiverende planter i vand) i et symbiotisk miljø. I akvakultur akkumuleres affald i vandet, som øger giftigheden for fisk. Dette vand ledes til et hydrokultursystem hvor biprodukterne fra akvakulturen filteres ud af planterne som vital plantenæring, efter hvilket det rengjorte vand recirkuleres tilbage til dyrene. Termen aquaponics er et portmanteau af termerne aquaculture og hydroponic.
Akvaponi-systemer varierer i størrelse fra småt indendørs- eller udendørs-enheder til store kommercielle enheder, som anvender samme teknologi. Systemet anvender typisk ferskvand, men saltvandssystemer er mulige afhængig af typen af vanddyr og hvilke planter.[kilde mangler] Akvaponi-videnskab antages stadig at være i sin vorden.

## Funktion
Akvaponi består af to hovedsystemer: 1. akvakultur-systemdelen til at opdrætte vanddyr og 2. hydrokultur-systemdelen til at dyrke planter i.
 
Akvatisk affald kommer fra uspist foder eller fra opdrættede dyr som f.eks. fisk – og det akkumuleres i vandet, grundet det lukkede systems recirkulation. Det affaldsrige vand bliver giftigt overfor vanddyrene i høje koncentrationer, men dette affald er essentiel næring for plantevækst.